# 山本茉由佳
山本茉由佳（日语：／ Yamamoto Mayuka，2000年2月14日—），日本女子游泳运动员，2018年亚洲运动会女子4×100米自由泳接力金牌得主和混合4×100米混合泳接力银牌得主、2018年夏季青年奥运会女子50米自由泳银牌得主和女子4×100米自由泳接力铜牌得主。